# Châlons-en-Champagne
Châlons-en-Champagne è un comune francese di 47 563 abitanti, capoluogo del dipartimento della Marna nella regione Grande Est, a 86 km da Troyes (capoluogo del dipartimento dell'Aube).
Circa 25 km a sud della città sorge l'aeroporto di Parigi-Vatry, utilizzato soprattutto come aeroporto cargo.

## Storia
Sorge sul sito dell'antica Duro Catalaunum; nel febbraio o marzo 274 qui si svolse la battaglia tra le truppe dell'Impero delle Gallie e quelle dell'Impero romano. Sempre nei suoi pressi, il 20 giugno 451 si svolse la battaglia dei Campi Catalaunici (o Catalauni, detti anche Maurici), che vide il trionfo dell'ultimo grande generale dell'Impero romano d'Occidente, Flavio Ezio, contro il re unno Attila. Nei primi anni della Rivoluzione francese fu collegio elettorale di Pierre-Louis Prieur, fra i Montagnardi più esagitati.
La città ebbe un ruolo significativo nella prima fase della guerra franco-prussiana, quando Napoleone III vi si trasferì, in attesa che le due grandi armate (l'armata di Alsazia di Patrice de Mac-Mahon e l'armata del Reno di François Achille Bazaine) vi si concentrassero.
Solo la prima delle due armate raggiunse la città il 16 agosto 1870, mentre Bazaine preferì raggrupparsi presso la piazzaforte di Metz (assedio di Metz), cosa che impose a Mac-Mahon una marcia di ricongiungimento che terminò nella disastrosa battaglia di Sedan.
A partire dal XVIII secolo si era diffuso l'uso di chiamare il comune Châlons-sur-Marne, che divenne dopo la Rivoluzione francese il toponimo ufficiale. Durante gli anni ottanta del XX secolo si iniziò a discutere di un ripristino del nome originario, avvenuto poi nel 1998.

## Monumenti e luoghi d'interesse

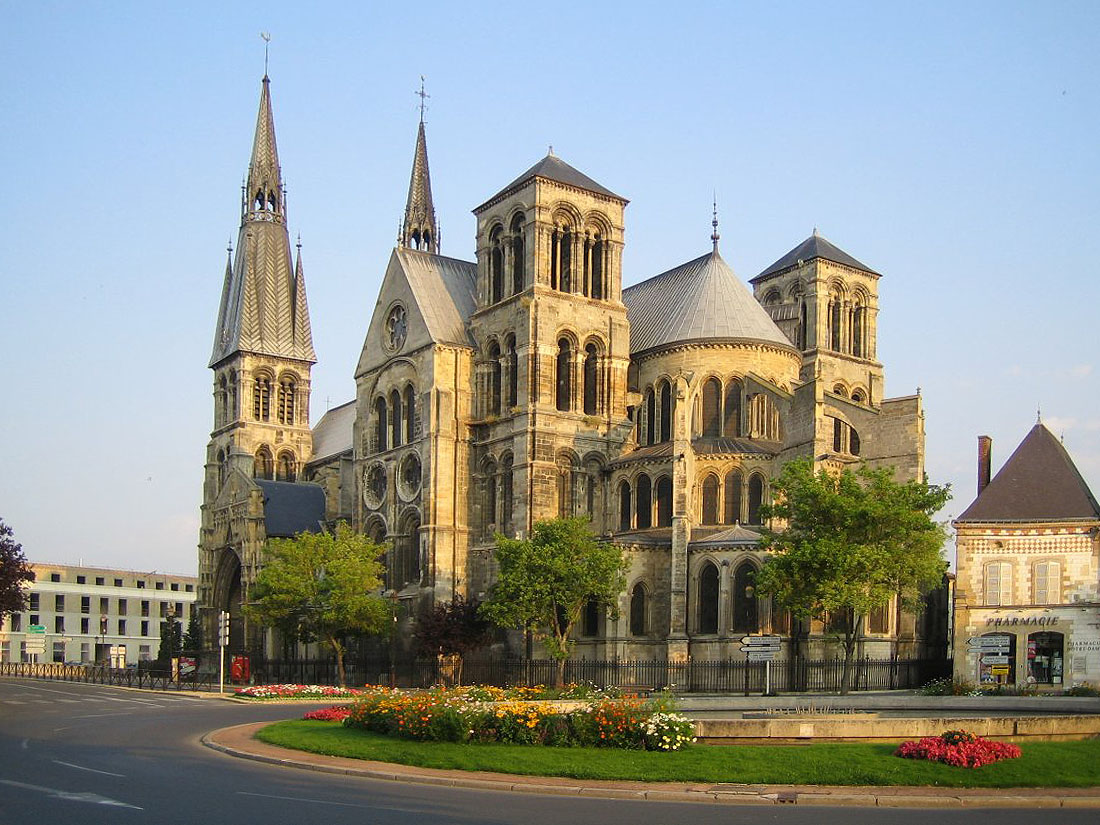
La collegiata di Notre-Dame-en-Vaux

- La cattedrale di Châlons rappresenta un notevole esempio dell'architettura gotica in Francia e custodisce un mirabile ciclo di vetrate medievali e rinascimentali. Nel 1115 San Bernardo vi venne nominato abate dell'abbazia di Clairvaux dal vescovo di Châlons Guglielmo di Champeaux, suo amico. Nel 1671 Filippo d'Orléans, fratello del Re Sole, vi sposò la principessa Elisabetta Carlotta del Palatinato il 19 novembre 1671.
- La collegiata di Notre-Dame-en-Vaux è un altro superbo esempio dell'architettura gotica in città, con le sue due affilate guglie in piombo della facciata che si riflettono sul canale del Mau, e ne è anche il simbolo. Di fondazione romanica (1157), conserva ancora i pilastri, le torri del coro e i capitelli figurati. Il resto venne sopraelevato in stile gotico e completato entro il 1217.
- La sinagoga di Châlons-en-Champagne, edificio di culto ebraico eretto in stile ispano-moresco negli anni 1874 e 1875.

## Società

### Evoluzione demografica
Abitanti censiti

## Amministrazione

### Gemellaggi
- Neuss
- Wittenberge
- Mirabel
- Bobo-Dioulasso
- Ilkeston
- Razgrad